# Ferienheim Bergkristall
Ferienheim Bergkristall ist eine sechsteilige Lustspielreihe des Fernsehens der DDR, die von 1983 bis 1987 zu Silvester um 20 Uhr im 1. Programm lief. Die letzte Folge wurde – bedingt durch eine Krankheit von Hans-Joachim Preil – nach einem Jahr Unterbrechung zwei Tage vor Silvester 1989 gesendet.

## Handlung
Im Mittelpunkt stehen der völlig gestresste Heimleiter Helmut Oberpichler (Willi Scholz), der seiner Meinung nach immer alles im Griff hat und Alois Wachtel (Alfred Müller), der eigentlich als Briefträger bei der Deutschen Post arbeitet, aber sein Herz an das Ferienheim verloren hat. Auch die Gäste, allen voran Charlotte Luise Heimbold (Brigitte Krause), die in vier Folgen mit ihren „gefährlichen“ Hobbys (Rodeln, Eislaufen, Bergsteigen und Stricken) ihren Mann Erwin Heimbold (Werner Senftleben) zur Verzweiflung bringt, tragen zu der ganzen Situation bei. Weitere Rollen waren die Fotografin Frl. Fitzmann (Margitta Lüder-Preil), der Skilehrer und Masseur Hans Günther Koch (Joachim Kaps) und dessen spätere Frau Susanne Pieper (Marita Gerasch).

## Hintergrund
Mehrere DDR-Stars traten im Ferienheim Bergkristall unter ihrem Namen in Gastrollen auf, so Dagmar Frederic, Peter Borgelt, Margot Ebert mit Ehemann Wilfried Ortmann und Peter Wieland.
Die Drehbücher der etwa 90-minütigen Folgen stammen von Hans-Joachim Preil, der in den letzten drei Folgen als Oberkellner Hugo Stieglitz selbst mitspielte und meist selbst Regie führte. 1985 und 1986 war Eberhard Schäfer Regisseur. Preil hatte bereits 1969 das Drehbuch für den Schwank Tolle Tage geschrieben, der auch in einem Ferienheim zu Silvester spielt, und in dem er selbst mitwirkte.
Die ersten fünf Folgen wurden im Kulturhaus Zinnowitz, die sechste in Bitterfeld vor Publikum aufgeführt und für das Fernsehen aufgezeichnet. Die Serie war sehr beliebt und wurde mehrfach wiederholt. Sie folgte der von 1976 bis 1982 ausgestrahlten Maxe Baumann-Reihe. Zur selben Zeit entstand die Lustspielreihe Drei reizende Schwestern.

## Fortsetzungen
Hannes Hahnemann und Theresa Scholze schrieben 2006 die Komödie Maxe Baumann wird Hoteldirektor und 2007, frei nach Hans-Joachim Preil, Ferienheim Bergkristall – Gäste, Gauner und Gespenster. Beide wurden nicht für das Fernsehen aufgezeichnet.

## Episodenübersicht
| Folge | Titel                        | Erstausstrahlung  | Regie              | Drehbuch                        |
| ----- | ---------------------------- | ----------------- | ------------------ | ------------------------------- |
| 1.    | Silvester fällt aus          | 31. Dezember 1983 | Hans-Joachim Preil | Hans Joachim Preil              |
| 2.    | Mach mal’n bißchen Dampf     | 31. Dezember 1984 | Hans-Joachim Preil | Hans Joachim Preil Goetz Jaeger |
| 3.    | Ein Fall für Alois           | 31. Dezember 1985 | Eberhard Schäfer   | Hans Joachim Preil              |
| 4.    | Das ist ja zum Kinderkriegen | 31. Dezember 1986 | Eberhard Schäfer   | Hans Joachim Preil              |
| 5.    | So ein Theater               | 31. Dezember 1987 | Eberhard Schäfer   | Hans Joachim Preil              |
| 6.    | Alles neu macht der May      | 29. Dezember 1989 | Hans-Joachim Preil | Hans Joachim Preil              |

## Bücher und DVDs
- Hans-Joachim Preil: »Ferienheim Bergkristall« (Silvester fällt aus) ISBN 3-548-24139-5 (Ullstein-Taschenbuch, Berlin 1997)
- Hans-Joachim Preil: »Ferienheim Bergkristall – Weibergeschichten« ISBN 3-548-24357-6 (Ullstein-Taschenbuch, Berlin 1998)
- Die komplette Serie ist als 3er-DVD-Box erstmals 2009 erschienen. Im Jahr 2021 erschien eine remasterte Neuauflage mit verbessertem Bild und Ton.